# Етногенез удмуртів

## Етногенез і етнічний розвиток
Основою для формування удмуртів як народу стали автохтонні племена Волго-Камського регіону. У різні періоди до них включалися індоарійські, угорські, тюркські та слов'янські племена. Витоки відносять до ананьїнської культури (VIII—III століття до н. е.). У другій половині I тисячоліття на базі пізньоп'яноборських варіантів сформувалася древньо-удмуртська спільнота, яка розташовувалася у басейні річки В'ятка. Перші відомості про удмуртів відносяться до середньовіччя. Їх можна знайти в арабських літописах XII століття, російських джерелах XIV століття та західноєвропейських джерелах XVI століття. Самоназва удморд вперше опублікована 1770 року Миколою Ричковим.

Верещагін Григорій Єгорович

У XVIII столітті Петербурзька АН здійснила низку наукових експедицій до Поволжя. Відомі вчені залишили багато відомостей про удмуртів. Для вивчення удмуртів велике значення мало створення 1878 року при Казанському університеті Товариства археології, історії та етнографії, яке проводило збір етнографічного матеріалу, його дослідження та публікацію наукових праць. Наприкінці XIX століття розпочав свою дослідницьку діяльність перший удмуртський етнограф Григорій Верещагін. Серед досліджень інших етнографів дореволюційного періоду вирізняються праці Бориса Гаврилова, Д.Островського, Миколи Первухина, І. Н. Смірнова, В. М. Бехтерєва, І. В. Васильєва, П. Н. Луппова. 
Значний внесок у вивчення удмуртів внесли закордонні дослідники Максиміліан Бух, Петро Домокош, Бернат Мункачі, Юр'йо Віхман, У.Хольмберг (Харва), І.Маннінен, Л.Вікар, Е.Сій. 
Після 1920 року в Удмуртії відбувався підйом у всіх сферах життя, в тому числі і краєзнавстві та удмуртознавстві. Було організовано науково-краєзнавчі та культурно-просвітницькі товариства «Бöляк» («Спорідненість»), Наукове товариство з вивчення Вотського краю, продовжувало свою роботу створене в 1913 році Товариство з вивчення Прикамського краю. Відбулися всеросійські з'їзди удмуртів в 1918 та 1919 роках.
Становлення радянської влади стало для удмуртів важким, особливо в період колективізації, насильницької деформації побуту народу. Пізніше настав період репресій, коли знищували удмуртську інтелігенцію та заможних селян, яких було оголошено «ворогами народу». Негативно вплинули на розвиток народності удмуртів і Друга світова війна, голод та розруха. В удмуртів настала соціальна апатія, втрата орієнтирів розвитку, національний нігілізм, ерозія культури.
Наприкінці 1980-х років відродився рух удмуртів, викликаний посиленням національного самопізнання. Ініціатором руху виступив Клуб удмуртської культури (1988), на базі якого виникло Товариство удмуртської культури (1989). 1990 року була створена удмуртська молодіжна організація «Шунди», а 1991 — Всеудмуртська асоціація «Удмурт Кенеш». Демократизація дала поштовх до вирішення національних проблем. Якщо у XIX столітті традиційними сюжетами побуту були релігія, народний одяг та обряди, то у другій половині XX століття на перший план виходить комплексне вивчення удмуртського етносу, його господарства, матеріальної культури, родини та побуту, суспільних відносин, народної медицини, етнопедагогіки, менталітету, хореографії, етикету.

## Походження етноніму
В етнонімі «удмурт» основа — «мурт», «морт» — походить з індоіранських мов і означає людина, чоловік. Першу частину «уд» різні дослідники трактують по-різному. Одні вважають, що «уд» походить від марійського «одо» — зелені паростки на луках, що могло бути запозиченим предками удмуртів, які жили на лівих берегах Вятки. Інші вважають, що етнонім можна прямо пов'язувати з назвою річки Вятка (удмуртською мовою — Ватка) — «ватмурт» людина з річки Ватка. Воно в подальшому змінилось — отмурт-утмурт-удмурт.
Спочатку в письмових джерелах удмурти були відомі як ари, аряни, арські люди («ар» з арабської означає людина, чоловік), чудь отяцька, отяки, вотяки (тут чітко простежується асоціація з назвою річки). Сусідні народи називали удмуртів по-різному: татари — арлар, марійці — одо-марій. Хоча самоназва удмурт має раннє походження і зафіксоване в літературі вже у XVIII столітті, поряд з ним довго існувала назва «вотяк», яка серед самих удмуртів не мала популярності. Офіційно самоназву удмуртів визнано 1932 року, коли Вотська АО була перейменована в Удмуртську.

## Структура удмуртського етносу
В структурі удмуртського етносу розрізняють північних та південних удмуртів. Їхній розвиток протікав в різних етноісторичних умовах, що відобразилось на їхній своєрідності в елементах матеріальної культури, обрядах та мові. У південних удмуртів спостерігається тюркський вплив, у північних — російський.
Північні удмурти досить рано увійшли до складу В'ятської землі, яка формувалася в процесі освоєння земель російськими селянами-переселенцями. Вона стала вотчиною нижньогородсько-суздальських князів, а влітку 1489 року після довгих міжусобиць разом із удмуртами, увійшла до складу Московського князівства. Південні удмурти потрапили під владу Волзько-Камської Булгарії, пізніше — Золотої Орди та Казанського ханства, з падінням останнього в 1552 році та приєднанням до Російської держави. Вважається, що остаточне і загальне приєднання удмуртів до Росії завершилося 1558 року.
Локальні групи удмуртів проживають за межами сучасної Удмуртії і набули в іншоетнічному оточенні специфічних рис, але зберегли архаїчні елементи побуту, культури й мови:
- слободські та унінські — 23 тис. осіб, Кіровська область;
- карлиганські — 2,5 тис. осіб, Марій Ел;
- кукморські, балтасинські та бавлинські — 24,8 тис. осіб, Татарстан;
- янаульські, татишлинські — 23,7 тис. осіб, Башкортостан;
- куєдинські — 32,8 тис. осіб, Пермський край;
- красноуфимські — 23,6 тис. осіб, Свердловська область[5].

Всередині удмуртського етносу виявлено залишки численних етносоціальних підрозділів різного історичного походження — ватка, калмез, улланьёс, вылланьёс, тупалъёс, тапалъёс. Ще на початку XX століття кожний удмурт визнавав свою належність до особливого об'єднання — воршуду. 
Серед північних удмуртів проживає особлива етнічна група — бесерм'яни, які розмовляють діалектом удмуртської мови. Ймовірно, вони мають загальне з удмуртами походження, хоча в їхньому етнічному формуванні в булгарську епоху не виключена участь певної тюркської групи, близької до чувашів.

## Удмуртська мова
Удмуртська мова відноситься до пермської групи фіно-угорських (уральських) мов. За своїм ладом вона найбільше близька до мов комі — мають приблизно 80% слів загального походження. Відрізняє від комі лише наголос на останньому складі. Писемність створена на основі слов'янського алфавіту з додаванням декількох літер-африкатів — ӟ, ӵ, ӝ, ӥ та ӧ. Лінгвісти виділяють в удмуртській мові північний, південний та бесерм'янський діалекти та серединні говори. В сучасній літературній мові, яка увібрала в себе лексичні багатства майже всіх діалектів, фонетичні та морфологічні норми орієнтовані на серединні говори.
На сьогодні лише 69,6% удмуртів вважають свою національну мову рідною. В той же час 31,4% вказали як рідну мову російську та ще 61,3% — вільно нею володіють. Однак в межах своєї республіки удмуртська мова є рідною для 75,7% удмуртів та 4,5% вільно володіють нею як другою мовою.

## Характеристика етносу
Удмурти відносяться до Волго-Уральської історико-етнографічної області, для якої характерним є поєднання етнокультурних компонентів різного історичного походження, зумовлені специфікою географічного розташування Поволжя. Як відмічали дореволюційні дослідники, удмурти «міцні та стійкі, в більшості своєму середнього зросту, русі та світловолосі, часто з блакитними та сірими очима, з широким, злегка стиснутим, іноді скулистим обличчям». Говорячи сучасною науковою мовою, удмурти відносяться до великої європеоїдної раси, до її уральського варіанту, в'ятсько-камського сублапаноїдному типу, для якого характерним є переважання європеоїдних рис з деякими монголоїдними ознаками. Причому монголоїдність, скоріше за все, не як результат контактування з монголоїдами, як наслідок адаптації до місцевих умов. Сучасні антропологи підтверджують, що серед удмуртів зустрічаються велика кількість рудоволосих. Вважається, що за цією ознакою удмурти стоять на одному з перших місць в Росії. Більше того, можна сказати, що удмурти — один із найбільш (поряд з ірландцями) золотоволосих етносів у світі.
Прийнято підкреслювати миролюбство удмуртів, їхню доброзичливість, гостинність, «схильність швидше до веселощів, аніж до смутку», пісенність, делікатність, сором'язливість, стриманість у виявленні почуттів, яка переходить до замкнутості, бережливість до скупості, терпеливість до самопожертвування, наполегливість, родинність, виключну працелюбність. Осудження суспільством сприймається як життєвий крах.

## Господарство удмуртів
Удмурти ще в епоху бронзи перейшли до землеробства та тваринництва. Історичне господарство можна характеризувати як неспеціалізоване, змішане. Для межиріччя Ками та Вятки, характерне «лісопілля» — комбінація підсіки та перелогів з трипіллям. Землеробські знаряддя праці — косуля вятського типу, соха (пу геры) з двома лемешами (амезь), сабан, з кінця XIX століття залізний плуг (корт геры), борона-суковатка, рамна борона (усы) з дерев'яними чи залізними зубами. Мала родючість лісових земель вимагала обов'язкового удобрення, екстенсивне землеробство призводило до збіднення ґрунту. Однак удмуртські землероби вважались одними з найуміліших на Поволжі. Сіяли вручну, врожай збирали серпами (сюрло), іноді скошували косами-литовками (кусо). Молотили ціпами (кутэс) на ґрунтових чи льодяних токах. Зерно мололи на ручних жорнах (кикö), водяних та вітряних млинах (вуко, тöл вуко). Сіяли переважно морозостійкі зернові культури — жито (зег), овес (сезьы), ячмінь (йыды), пшеницю (чабей), горох (кöжы), гречку (сьöдчабей), просо (тари), полбу (вазь). З технічних культур сіяли коноплі (пыш), пізніше льон (етин). Городництво відігравало порівняно невелику роль, вирощували капусту, огірки, редьку, брюкву тощо.
Невід'ємною частиною удмуртського господарства було тваринництво. Розводили коней (вал), корів (скал), овець (ыж), в невеликій кількості свиней (парсь), багато птахів — курей (курег), качок (чöж), індиків (курка, нöмыч), гусей (зазег). Особливу відомість своєю стійкістю отримав кінь «в'ятка» місцевої селекції та романівська вівця, яка давала шерсть та овчину. Влітку скотину утримували без пастухів на вільному випасі в «поскотинах» — спеціальних огороджених ділянках лісу. Поля від трави також огороджувались.
Важливе місце в господарстві удмуртів займали різноманітні неземлеробські заняття — мисливство, рибальство, бджільництво. Дослідники XVIII–XIX століть відмічали спостережливість та вміння удмуртських мисливців, які прекрасно знали звіра та птахів. Ловили білок (коньы), зайців (луд кеч), видру (вудор, мый), куниць (сёр), бобрів (вучайы), лисиць (зичы), норку (чашки, чайы), вовків (кион) та ведмедів (гондыр), полювали на рябчиків (сяла), тетеревів (тур), куріпок (луд курег, кыр сяла). На полювання ходили із собакою, влаштовували засідки. Зброя була в основному саморобна — луки та стріли (пукыч, ньöл), капкани, коритоподібні пастки (нальык), пастка з колод — пасть (кечкор), спіралеподібні клітки, тенета (казь), ловчі ями. На птахів влаштовували сильця з кінського волосу, гілок та палиць, пастки з кілків та дрібних дощок.
Удмурти здавна займались бджільництвом. Окремі родини мали по декілька десятків бортей у лісі. Їх помічали родинними знаками пус. Всю роботу бортники супроводжували магічними заклинаннями. Дослідники писали про удмуртів як умілих бджолярів. Мед був звичним в господарстві, в XVII столітті його та віск навіть вивозили на продаж. Багатство риби у річках дало поштовх рибальству. Ловили вудками (визнан), бреднями (калтон), переметами, сачками, сітками (чилеп, сак, сеть). Влаштовували самоловні знаряддя — морди, верші (мурдо), іноді для цього перегороджували річки. Рибалили й вночі, освітлюючи воду вогнищем на човні (чырак), ловили остями (шибоды). Місця риболовлі закріплялись за окремими родинами.

### Побут
Соціальна організація удмуртів характеризується архаїчністю та консерватизмом. Основною ланкою суспільства була сусідська спільнота (бускель), справами якої управляла рада (кенеш). Спільнота складалась з декількох родин, мала спільне майно, земельні наділи, вела спільне господарство, жила на одній садибі. При розділі (яна потон) дотримувався принцип мінората та майората. Ті, які відокремились, жили по сусідству. Так утворювались родинні гнізда (бöляк, иськавын), які все ж таки зберігали деяке спільне господарство (поле, гумно, баня), здійснювали взаємодопомогу (веме).
Населені пункти (гурт) розташовувались ланцюгом уздовж річки, поблизу джерел. До середини XIX століття гурти забудовувались без вулиць, кожний родинний колектив будувався навколо садиби, утворюючи кучковане планування. З другої половини XIX століття згідно з указами впроваджується вуличне планування. Історичними типами поселень були деревні (гурт), села (черкогурт), починки (пичи гурт, гурт йыл, гурт вай). В радянський період поселення значно змінились. Виділялись адміністративно-суспільні центри, які мали у своєму складі адміністративні та культурно-побутові будівлі, тваринницькі комплекси та виробничі майстерні. Нині 48 % удмуртів Росії проживає в містах, в самій Удмуртії — 45 %.
Традиційне житло удмуртів — наземна колодяна хата (корка, юрт) з холодними сіньми (корказь). Вона була зимовою будівлею, влітку ж удмурти жили в неопалюваних одно- чи двоперхових будинках (кенос, чум) з галереєю. Їх часто будували під одним дахом з хатою, поєднуючи сіньми, або окремо навпроти. У кожному дворі було святилище (куа) для молитов, яке слугувало і літньою кухнею. З інших будівель на подвір'ї були погріб (йöгу) з навісом або зрубним приміщенням — коморою над ним, навіси для дров та реманенту (липет ул, лапас). Хлів та скотний двір (гид азбар) були відокремлені тином і примикали до чистого двору. Типове планування садиби — П-подібне, рідше — Г-подібне. Вуличну сторону складали фасад хати та глуха стіна кеноса чи хліва, з'єднані тином з ворітьми. У другій половині XX століття змінилось планування будинків. Почали з'являтись цегляні та шлакоблокові хати. Фронтони, наличники вікон та ворота прикрашали різьбленням та поліхромним фарбуванням. Просторі будинки розділялись на кімнати, деякі мали засклені веранди, які замінили спальні кеноси.

### Національний одяг

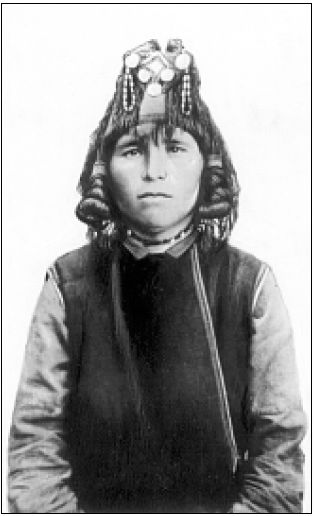
Заміжня удмуртка в повсякденному айшоні із зачіскою чузирет

Одяг удмурти шили з домашніх матеріалів. В традиційному одязі виділяють північний та південний варіанти, які поділяються на низку локальних комплексів. Жіночі костюми північних удмуртів складаються з білої тунікоподібної сорочки (дэрем) з прямими рукавами, з трикутним чи овальним вирізом на грудях, який закривався вишитим нагрудником (кабачи). Поверх сорочки надівали білий халат (шортдэрем) з короткими рукавами. Підперізувались тканиною чи плетеним опаском та фартухом без нагрудної частини (азькышет). У південних удмуртів білий одяг зберігся як ритуальний, для повсякдення шили сукню (дэрем), яка розширювалась до низу і закінчувалась оборкою. Рукави звужувались, на грудях була аплікація з кольорового ситцю. На сорочку одягали зшитий в талію камзол або безрукавку (саестэм). Фартух шили із нагрудною частиною. Теплим зимовим одягом були шерстяні жупани (зыбын, дукес, сукман) та шуби (пась, шуба). Взуття — візерунчасті панчохи, в'язані (пыдвыл) чи шиті шкарпетки (чуглэс), лапті (кут), черевики (ката), валянки (гын сапег). Святкові жупани та шуби шили відрізними по талії із збірками, повсякденні — невідрізними і без збірок, але при талії. Серед головних уборів — налобна пов'язка (йыр керттэт), рушник із закоченими кінцями, які спускаються на спину (чалма, весяк кышет), висока берестяна шапка, обшита тканиною та прикрашена монетами, бісером чи мушлями (айшон). На неї накидали вишите покривало (сюлык). Дівочі головні убори — хустка (кышет), налобна пов'язка (уко туг), невелика шапочка, прикрашена вишивкою, бісером, металевими бляшками чи монетами (такъя). У нижньочепецьких удмуртів дівочі шапки були круглими та овальними для різного віку. Жінки носили нагрудні прикраси із монет, бісеру (чыртывесь, чыртыкыш, уксё тирлык), черезплічні перев'язки (камали, бутьмар), сережки (пель угы), ланцюжки (жильы), персні (зундэс), браслети (поскес), намисто (весь). Білий одяг прикрашався вишивкою по подолу, на грудях та рукавах. Дівчата вплітали кісники (йырси пунэт) з монетами та намистами. У прикрасах північних удмуртів переважали вишивка, бісер та намистини, у південних — монети.
Чоловічий одяг був менш різноманітним — біла чи пістрява сорочка-косоворотка, пізніше із зав'язками, яких змінили ґудзики та гачки, штани, частіше сині з білими смугами. Підперізувались ременями (е) або шерстяними тканими пасками (кускерттон, путо). Чоловічі головні убори — валяні капелюхи, шапки із овчини. Взуття — шерстяні онучі (бинялтон, ыштыр), лапті (кут), чоботи (сурон сапег), валянки (гын сапег). Верхній теплий одяг не відрізнявся від жіночого. Чоловічий костюм з часом втратив своє значення і був замінений на фабричний. Сучасні жінки південних районів шиють сукні з фабричних тканин на кокетці, з широкими оборками, з воротами та манжетами, які носять з однотипним вишитим фартухом. Домотканий одяг та традиційні прикраси одягають дуже рідко.

### Народна кухня
Основу харчування удмуртів складають рослинні продукти в поєднання з тваринними. В раціон включають дикорослі дари природи — гриби (губи), ягоди (будос емыш), трави (турын-куар). В сушеному та солоному вигляді їх заготовлюють на зиму. Традиційні хлібні вироби — хліб (нянь), кислі млинці з молочною підливою (зыретэн табань), в минулому з гречаної та вівсяної крупи, тепер частіше всього пшеничної, млинці з маслом та кашею (жуко мильым), ватрушки з прісного тіста з різною начинкою (м'ясні, грибні, з капустою), пироги з кислого та прісного тіста. Одні з найулюбленіших страв — перепічки та пельмені (пельнянь) — м'ясні, капустяні, картопляні, сирні тощо.
Удмурти варять супи (шыд) з локшиною, грибами, горохом, крупою та капустою, уху. Навесні такі супи варять з дикорослих трав, наприклад кропиви — пушнерен шыд. Популярні окрошки з хроном чи редькою. Традиційні каші (жук) з різних круп, іноді разом з горохом. Молочні страви — кисле молоко, ряжанка (йöлпыд, чырс йöл), домашній сир (кузятэм, кокора). Як і страви з яєць, масло (вöй) та сметана (йöлвыл, нöкы) в минулому були святковою та ритуальною їжею. З 1960-х років вони стали повсякденними. Удмуртський самогон кумишка споживався як під час ритуалів, так і у повсякденні.

### Релігія та обряди

Так удмурти вбачали світ

Важливу роль в житті удмуртів відігравали обрядові свята, пов'язані з важливими етапами сільськогосподарських робіт (початком та закінченням весняних посівів, сінокосу, збиранням врожаїв). Обряди складалися з жертвоприношення, молитов та пісенних заклинань (куриськон), різних магічних дійств, призначених відвести нещастя, забезпечити родючість землі та скотини, здоров'я родини. Після офіційної частини слідувала розважальна — народні гуляння з хороводами, іграми, танцями. Підготовка та проведення свят санкціювалось общиною. Весняно-літній цикл (гырыны потон, акашка, гербер, куарсур) був пов'язаний з підготовкою та проведенням землеробських робіт. В основі осінньо-зимових обрядів (виль жук, сизьыл юон, кутсан быдтон) — подяка в честь зібраного врожаю. Новий рік починався навесні, з початком нового землеробського сезону. З переходом удмуртів у православ'я (XVI–XVIII століття) древні магічні обряди пережили значний вплив. Наприкінці XIX століття їх проведення все частіше поєднувалось з церковними святами. Поступово і назви удмуртських традиційних свят були замінені церковними.
Разом з християнством, в удмуртів довгий час зберігались самобутні форми релігійних вірувань, які групувались навколо родинних та аграрних культів. Перші поділялись також на культ родинних святинь та культ предків. Культ родинних святинь проявлявся в шані родини та родинного воршуду. Раніше в кожному селі та родині був свій воршуд. Всього було зафіксовано до 70 воршудів, на честь яких відбувались моління. Культ предків найбільш яскраво проявлявся в похоронному ритуалі та звичаях родинних поминок.

Головний жрець вöсясь

Для удмуртського пантеону були характерні велика кількість богів, божественних духів та різних міфологічних істот — їх було понад 40. Головними з них були Інмар (Бог неба), Килдисін (Бог землі) та Куазь (Бог погоди). Крім того, шанувались небожительки — Шунди (Мати сонця), Гудирі (Мати грому), Інву (Мати небесної вологи), Нюлесмурт (Хазяїн лісу) та Вумурт (Хазяїн води). Особливе місце займало поклоніння священному гаю (Луд), шанування дерев (береза, ялина, сосна, горобина, вільха). Удмуртський язичний клір — виборні представники, але вже з елементами спадковості. З родини жерця вибирали головного (вöсясь) та декілька помічників. Особливе місце займали туно — знахар, оракул, шаман (він обирав жерця) та тöро — найповажніша особа, який був присутній на всіх обрядах. Спілкування удмуртських жерців з божествами здійснювалось через спеціальні молитви, заклинання (куриськон) з елементами імпровізації. Загальна кількість таких молитов за рік становила 60-70. Ритуали жертвоприношення були чітко регламентовані — строки та місце, склад учасників, їхні функції, одяг, моління.

### Народне мистецтво
Древні традиції удмуртів мають декоративно-прикладне мистецтво — кераміка, вироби із кістки, бронзові прикраси. Фрагменти вишитих виробів знайдені в могильниках IX–XII століть. В XIX столітті вишивали на тканині шерстяними, гарусними, шовковими та бавовняними нитками, мішурою. Традиційний візерунок — геометричний. В кольоровій гамі переважали насичені темні тони, отримані природними барвниками. Користувались невеликою кількістю кольорів, часто контрастними: червоний, чорний, коричневий на білому фоні. Вишивка південний удмуртів під впливом тюркомовних сусідів наприкінці XIX століття стала більш поліхромною. В другій половині XIX століття вишивка поступово витісняється візерунчастим ткацтвом. В браній, вибірній, закладній, багаторемізній техніці ткали тканини для одягу та прикрас житла — паласи, доріжки, ковдри, занавіски, рушники. Тканими виробами прикрашають житло і сьогодні. Візерунчасте в'язання — панчохи, шкарпетки, рукавиці, головні убори. Чоловіки здавна займались художньою обробкою дерева. Основні способи — довбання, різьблення, випилювання, обточка, плетіння, тиснення на бересті, розпис. З початку XX століття різьбою прикрашали фронтони будинків, наличники вікон та воріт.

Нарукавна вишивка

Усна народна творчість удмуртів складається з багатьох жанрів і представлена міфами про виникнення землі, людини, різних тварин, казками (выжыкыл), легендами (валляна мадь, дауркыл) про давню історію народу та богатирях-родоначальниках, приказками (визькыл), прислів'ями, (лэчыт кыл), повірками (нодкыл, оскон кыл), загадками (мадиськон), заклинаннями (тункыл, пеллян кыл, эмкыл), молитвами (куриськон, вöськыл), прикметами (чаклан кыл), піснями (кырзан, крезь), танцями (эктон). Після збирання врожаю влаштовувались вечори загадок. Головне місце у фольклорі займала пісенна творчість. В літературі зафіксовані ритуальні пісні мисливця, бортника, весільні, рекрутські, солдатські пісні. Є сирітські пісні про нещасну долю. Молодь співала ліричні, ігрові, танцювальні пісні. Ними зустрічали та проводжали гостей, обмінювались як подарунками.
Популярні удмуртські танці — ходіння по колу з танцювальними рухами (круген эктон), парний перепляс (ваче эктон), жіночий танок покаток (ширъян), чоловічий танок типиртон, фігурні танці типу кадрилі. Танці виконувались з магічними словами та піснями під час свят, з яких поступово виділялись хороводи. Існували ритуальні танці календарних та родинних обрядів. Спів і танці супроводжувались грою на музичних інструментах. З кінця XIX століття використовуються гармоніка, скрипка, балалайка, гітара:
- струнні — крезь, кубиз, балай, бандурка, гудок;
- духові — шулан, чипчирган, чипсон, тутектон, узьигум, пеллян, биз, туй;
- ударні — бубон, тангира, такиртон, барабан.

## Етнографічні фільми
Про удмуртів, як окремий народ, була знято декілька документальних фільмів:
- Южные удмурты в начале 20 века — науково-популярний етнографічний фільм, тривалість 6 годин, знятий студією Таллінфільм в 1985 році. Автори сценарію і тексту — директор Національного музею міста Тарту О. Ю. Петерсон та етнограф НМ Удмуртії С. Х. Лебедєва; наукові консультанти — доктора історичних наук К. І. Куліков та В. О. Владикін, доктор філологічних наук М. Г. Атаманов. Оператор — А.Лінтроп, художник — А.Енехієльм, фотограф — Ю.Карм, П.Хярмає. Зйомки проходили в Алнаському, Кіясовському, Зав'яловському районах Удмуртії та Агризькому районі Татарстану. Фільм розповідає про матеріальну і духовну культуру південних удмуртів, освітлені землеробство (сівба, жнива, обмолот), скотарство, бджільництво, будівництво житла, саме житло, прядіння, ткацтво, фрагмент весілля.
- Дохристиянські релігійні вірування південних удмуртів — науково-популярний етнографічний фільм з 2 частин, знятий студією Таллінфільм в 1985 році. Автори сценарію і тексту — директор Національного музею міста Тарту О. Ю. Петерсон та етнограф НМ Удмуртії С. Х. Лебедєва. Оператор — А.Лінтроп, художник — А.Енехієльм, фотографи — Ю.Карм, А.Лууд. Науковий керівник — доктор історичних наук В. О. Владикін. Зйомки проходили в Агризькому районі Татарстану та Алнаському районі Удмуртії. Фільм розповідає про родові святилища (Бидим куала), священні гаї, моління в родовому куалі в селі Кузебаєво Алнаського району.
- Північні удмурти на початку 20 століття — науково-популярний етнографічний фільм, знятий студією Таллінфільм в 1995 році. Автори сценарію і тексту — директор Національного музею міста Тарту О. Ю. Петерсон та етнограф НМ Удмуртії С. Х. Лебедєва. Наукові консультанти — доктора історичних наук К. І. Куліков та В. О. Владикін. Оператор — А.Лінтроп, художник — А.Енехієльм, фотографи — Ю.Карм, А.Лууд. Зйомки проходили в Кезькому, Ігринському, Глазовському та Зав'яловському районах Удмуртії. Фільм розповідає про традиційні заняття північних удмуртів (сінокіс, збирання сіна, полювання, рибальство, биття шерсті та катання валянок, приготування пива та національної страви перепічки).